# Xa lộ Liên tiểu bang 30
Xa lộ Liên tiểu bang 30 (tiếng Anh: Interstate 30 hay viết tắt là I-30) là một xa lộ liên tiểu bang tại Nam Hoa Kỳ. I-30 chạy từ Xa lộ Liên tiểu bang 20 ở phía tây thành phố Fort Worth, Texas lên hướng đông bắc qua thành phố Dallas, Texas và Texarkana, Texas rồi gặp Xa lộ Liên tiểu bang 40 tại North Little Rock, Arkansas. Xa lộ này chạy trùng với Quốc lộ Hoa Kỳ 67 trừ đoạn nằm ở phía tây phố chính của Dallas. I-30 chỉ giao cắt với 2 trong số 10 xa lộ liên tiểu bang nam-bắc then chốt: I-35W, I-35E (là hai nhánh của Xa lộ Liên tiểu bang 35) và I-45. Nó cũng giao cắt với các xa lộ liên tiểu bang đông-tây then chốt là I-20 và I-40.

## Mô tả xa lộ
|           | dặm    | km     |
| --------- | ------ | ------ |
| TX        | 223,74 | 360,07 |
| AR        | 143,02 | 230,17 |
| Tổng cộng | 366,76 | 590,24 |

Xa lộ Liên tiểu bang 30 là xa lộ liên tiểu bang 2-số và có chữ số cuối bằng không ngắn nhất trong hệ thống xa lộ liên tiểu bang. Các xa lộ liên tiểu bang có chữ số cuối bằng 0 thường là các xa lộ liên tiểu bang đường dài chạy theo hướng đông-tây. Nó cũng là xa lộ liên tiểu bang then chốt ngắn thứ hai (chữ số cuối bằng 0 hay 5), đứng sau Xa lộ Liên tiểu bang 45.

### Texas
Đoạn xa lộ giữa Dallas và Fort Worth được đặt tên là Xa lộ Tom Landry để vinh danh huấn luyện viên bóng bầu dục lâu năm của đội Dallas Cowboys. Mặc dù I-30 đi qua phía nam Sân vận động Texas, từng là sân nhà của đội bóng bầu dục Cowboys, nhưng sân mới của họ tại Arlington lại nằm gần I-30.  Đoạn này trước đây từng được biết với cái tên là "Xa lộ thu phí Dallas-Fort Worth" mà có trước Hệ thống Xa lộ Liên tiểu bang. Dù không còn thu phí trong nhiều năm nhưng nó vẫn còn được người địa phương gọi là Xa lộ thu phí Dallas-Fort Worth cho đến khi nó có cái tên hiện tại.  Đoạn đường từ phố chính Dallas đến Arlington đã được mở rộng trên 16 làn xe ở một số khúc đường tính đến năm 2010. Từ ngày 15 tháng 6 năm 2010 đến ngày 6 tháng 2 năm 2011, đoạn đường dài 30 dặm của I-30 tạm thời được ghi biển dấu là "Xa lộ Tom Landry Super Bowl" để chào mừng Super Bowl XLV được chơi trên Sân vận động Cowboys.
Tại Dallas, I-30 được biết với tên gọi Xa lộ cao tốc East R.L. Thornton giữa phố chính Dallas và khu ngoại ô phía đông của Mesquite.  I-30 lấy tên này từ xa lộ nhánh I-35E Nam tại nút giao thông khác mức Mixmaster.  Nút giao thông Mixmaster được dự tính xây dựng lại là một phần của Dự án Pegasus. Đoạn từ khu phố chính Dallas đến Xa lộ vòng 12 là 8 làn xe cộng 1 làn xe dành riêng cho xe chở nhiều người.  Đoạn này sẽ được xây dựng lại theo dự án Eastern Gateway lên đến 12 làn xe vào năm 2020.  I-30 từ I-635 đến Rockwall đã được mở rộng từ 6 đến 10 làn xe trong thập niên 1990. Từ Rockwall đến một điểm qua khỏi Sulphur Springs, I-30 chạy trùng với Quốc lộ Hoa Kỳ 67. Xa lộ Liên tiểu bang 30 tiếp tục theo hướng bắc qua Đông Texas cho đến cách ranh giới Texas-Oklahoma vài dặm. Khi đó nó quay hướng đông và đi về phía tiểu bang Arkansas.

### Arkansas

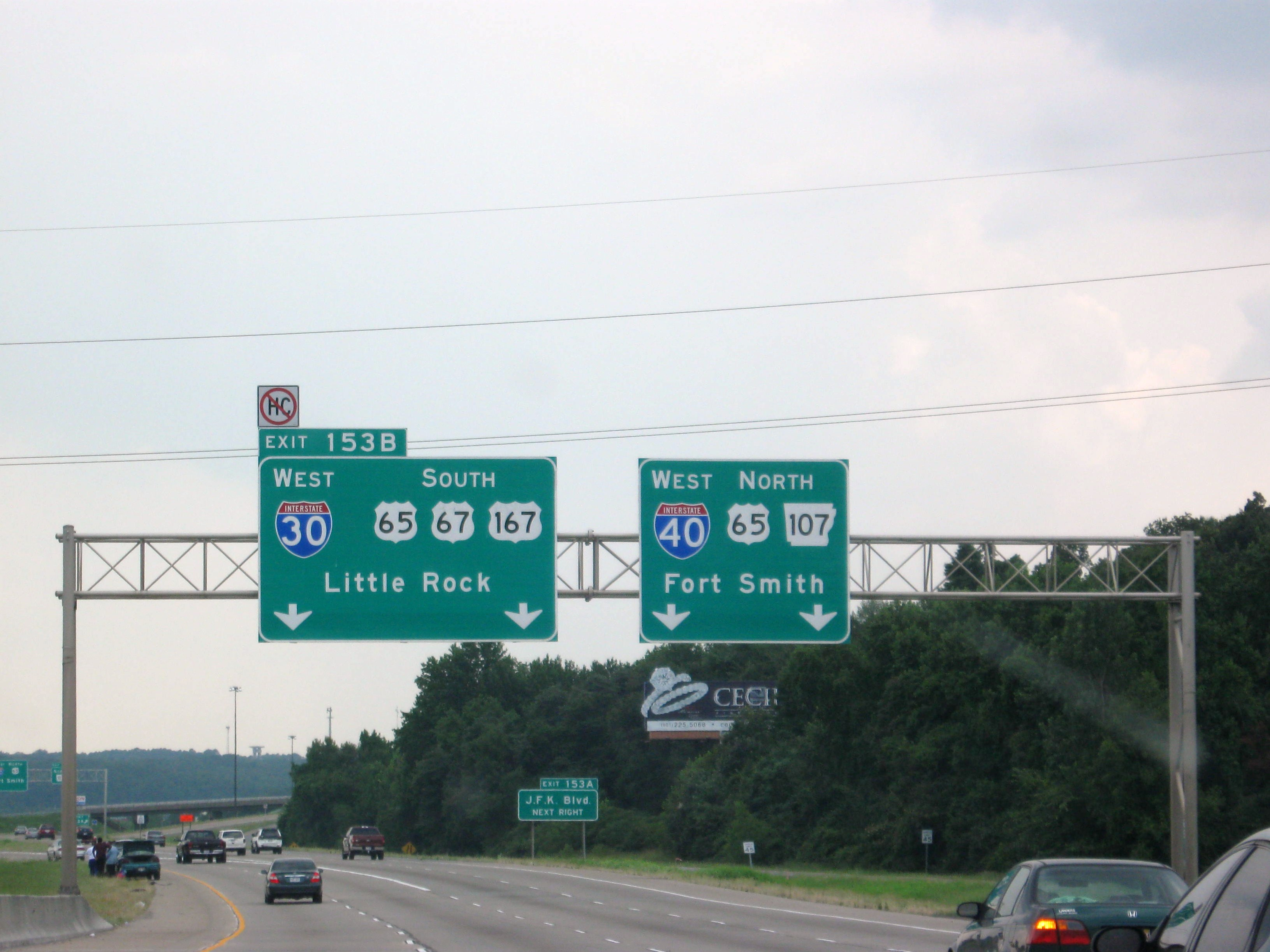
I-30 bắt đầu cuộc hành trình dài 366 dặm đến thành phố Dallas tại nơi đây, I-40 trong North Little Rock.

I-30 vào tây nam tiểu bang Arkansas tại Texarkana, đây là thành phố sinh đôi của thành phố Texarkana, Texas. Tại đây, I-30 sẽ giao cắt với I-40 nếu như I-40 được mở rộng lên phía bắc vào trong tiểu bang Arkansas hay đi lên thành phố Kansas City. Như tại Texas, I-30 chạy theo đường xuyên hướng đông bắc qua tiểu bang. I-30 sau đó đi qua Hope là nơi cựu tổng thống Bill Clinton được sinh ra. Tiếp đến I-30 phục vụ các thành phố Prescott, Gurdon, Arkadelphia, và Malvern. Tại Malvern, người lái xe có thể dùng Quốc lộ Hoa Kỳ 70 hay Quốc lộ Hoa Kỳ 270 để đi vào thành phố Hot Springs lịch sử hay xa hơn vào Rừng Quốc gia Ouachita. Khoảng vị trí này, Quốc lộ Hoa Kỳ 70 và Quốc lộ Hoa Kỳ 67 nhập với I-30 và vẫn giữ như thế vào trong phạm vi giới hạn của thành phố Little Rock, Arkansas. Ở đông bắc Malvern, I-30 đi qua Benton trước khi đến phạm vi giới hạn của Little Rock, Arkansas. Từ Benton đến điểm cuối phía đông tại I-40, xa lộ I-30 là xa lộ có 6 làn xe đảm nhận lưu lượng xe khoảng 85.000 chiếc mỗi ngày. Khi I-30 vào thành phố Little Rock, Xa lộ Liên tiểu bang 430 tách khỏi xa lộ mẹ của nó tạo thành một đường đi vòng phía tây Little Rock. Ngay phía nam phố trung tâm, I-30 gặp điểm đầu phía tây của Xa lộ Liên tiểu bang 440 và điểm đầu phía bắc của xa lộ phụ khác là Xa lộ Liên tiểu bang 530. I-530 đi khoảng 46 dặm về phía nam Pine Bluff. Tại điểm giao cắt của 3 xa lộ liên tiểu bang, I-30 quay về hướng bắc trên chặn đường cuối của nó dài khoảng vài dặm. Tại đây I-30 đi qua khu vực có tòa quốc hội tiểu bang tại Little Rock. I-30 cũng tạo ra một xa lộ phụ cuối cùng là Xa lộ Liên tiểu bang 630 hay còn gọi là Xa lộ cao tốc Wilbur D. Mills mà chia khu phố chính Little Rock theo hướng đông-tây trước khi đến điểm cuối tại I-430 ngay phía tây khu phố chính. Sau khi qua I-630, I-30 băng ngang sông Arkansas vào North Little Rock và đến điểm cuối của mình ở phía đông tuy rằng nó hướng về phía bắc tại Xa lộ Liên tiểu bang 40. Tại điểm cuối, I-30 nhập vào Quốc lộ Hoa Kỳ 65, Quốc lộ Hoa Kỳ 67, và Quốc lộ Hoa Kỳ 167. Quốc lộ 65 nhập với I-40 đi hướng tây trong khi Quốc lộ 67 và Quốc lộ 167 nhập I-40 đi hướng đông từ điểm cuối phía đông của I-30.

## Lịch sử
Xa lộ thu phí Dallas-Fort Worth là một xa lộ dài 30 dặm (48 km) trong Vùng đô thị phức hợp Dallas-Fort Worth.  Nó hoạt động giữa năm 1957 và 1977, sau trở thành một phần không đánh dấu của Xa lộ Liên tiểu bang 30.  Con đường này, 3 làn xe mỗi chiều nhưng sau đó được mở rộng, là đường giao thông trực tiếp duy nhất giữa khu phố chính Fort Worth và khu phố chính Dallas nằm trong tiểu bang Texas.  Tháng 10 năm 2001, cựu xa lộ thu phí được biết với cái tên là Xa lộ Tom Landry để vinh danh cố huấn luyện viên Tom Landry của đội bóng bầu dục Dallas Cowboys.
Xa lộ cao tốc này được nghiên cứu xây dựng vào đầu năm 1944, nhưng bị kỹ sư tiểu bang bác bỏ vì chi phí.  Tuy nhiên năm 1953, lập pháp tiểu bang thành lập cơ quan thẩm quyền đặc trách xa lộ thu phí Texas và cơ quan này đã vận động tài chính vào năm 1955 được $58,5 triệu đô la Mỹ ($427 triệu tính theo trị giá đô la năm 2005) để thực hiện dự án. Việc xây dựng được khởi sự vào cuối năm đó. Ngày 27 tháng 8 năm 1957, xa lộ được thông xe nhưng lễ khánh thành được tổ chức một tuần sau đó vào ngày 5 tháng 9. Sự hiện diện của xa lộ thu phí này đã khích thích sự phát triển tại thành phố Arlington và Grand Prairie và tạo cơ sở cho việc xây dựng công viên giải trí có tên là Six Flags Over Texas.  Ngày 31 tháng 12 năm 1977, tiền công trái được trả hết và xa lộ cao tốc này được bàn giao cho Bộ Giao thông Texas. Việc thu phí chấm dứt và các cửa thu phí được dẹp bỏ trong tuần sau đó.
Xa lộ này phục vụ trong vai trò Xa lộ Liên tiểu bang 20 giữa Dallas và Fort Worth cho đến khi Xa lộ Liên tiểu bang 20 hiện tại nằm về phía nam được khánh thành năm 1971.  Sau đó, I-30 được mở rộng từ điểm cuối của nó ở Nút giao thông lập thể "Dallas Mixmaster" với Xa lộ Liên tiểu bang 35E (cũng là điểm cuối phía đông của xa lộ thu phí) chạy theo xa lộ thu phí và cựu Xa lộ Liên tiểu bang 20 tại khu phố chính Fort Worth, phía tây của Xa lộ Liên tiểu bang 20 ngày nay.
Con đường hiện có của Quốc lộ Hoa Kỳ 67 được sử dụng nhiều trong đầu thập niên 1950 đến nổi nó được tách hai từ ngay phía đông của thành phố Dallas đến Rockwall và cũng như vậy gầ Greenville.  Xa lộ thu phí Dallas-Fort Worth nối hai thành phố Fort Worth và Dallas được hoàn thành năm 1957, trở thành đoạn đường đầu tiên của Xa lộ Liên tiểu bang 30.  Xa lộ song sinh là Quốc lộ Hoa Kỳ 67 được nâng cấp lên tiêu chuẩn xa lộ liên tiểu bang bắt đầu vào năm 1961, hình thành nên Xa lộ cao tốc R.L. Thornton.  Vào giữa thập niên 1960, phần lớn Xa lộ Liên tiểu bang 30 đang được xây dựng.  Đa phần của nó được hoàn thành vào năm 1965, nhưng có một đoạn dài 40 dặm (64 km) qua vùng đầm lầy giữa Mount Pleasant, Texas và New Boston, Texas vẫn chưa xong. Khi đoạn cuối cùng này được xây và thông xe năm 1971, toàn Xa lộ Liên tiểu bang 30 coi như hoàn thành.